# Persicaria strindbergii
Persicaria strindbergii är en slideväxtart som först beskrevs av Julius Schuster, och fick sitt nu gällande namn av Galasso. Persicaria strindbergii ingår i släktet pilörter, och familjen slideväxter. Inga underarter finns listade i Catalogue of Life.